# Luana Carvalho
Luana Carvalho (27 de marzo de 2002) es una deportista brasileña que compite en judo.
Ganó una medalla en los Juegos Panamericanos de 2023 y cuatro medallas en el Campeonato Panamericano de Judo entre los años 2022 y 2025.

## Palmarés internacional
| Juegos Panamericanos    | Juegos Panamericanos    | Juegos Panamericanos | Juegos Panamericanos |
| Año                     | Lugar                   | Medalla              | Categoría            |
| ----------------------- | ----------------------- | -------------------- | -------------------- |
| 2023                    | Santiago (Chile)        | Medalla de plata     | Equipo mixto         |
| Campeonato Panamericano |                         |                      |                      |
| Año                     | Lugar                   | Medalla              | Categoría            |
| 2022                    | Lima (Perú)             | Medalla de plata     | –70 kg               |
| 2023                    | Calgary (Canadá)        | Medalla de bronce    | –70 kg               |
| 2024                    | Río de Janeiro (Brasil) | Medalla de bronce    | –70 kg               |
| 2025                    | Santiago (Chile)        | Medalla de bronce    | –70 kg               |